# Julio César Chávez
Julio César Chávez González (n. 4 iulie 1962, Loreto⁠(d), Baja California Sur, Mexic), cunoscut și sub numele de Julio César Chávez Sr., este un fost boxer profesionist mexican care a concurat între 1980 și 2005. Este considerat ca cel mai mare boxer mexican din toate timpurile și unul dintre cei mai mari boxeri din toate timpurile.
Chávez este campion mondial de șase ori în trei divizii de greutate, iar câțiva ani a fost considerat cel mai bun boxer activ din lume pound for pound. În timpul carierei sale a deținut titlul WBC super featherweight din 1984 până în 1987; titlul WBA ușor din 1987 până în 1989; titlul WBC ușor din 1988 până în 1989; titlul welterweight light din WBC de două ori între 1989 și 1996; și titlul IBF, în perioada 1990-1991. În plus, a deținut The Ring magazine lightweight title, în perioada 1988-1989, și titlul de "welterweight light" de două ori între 1990 și 1996. Chávez a fost numit Luptătorul Anului 1987 și 1990 de către Box Writers Association of America și revista The Ring, respectiv.
Chávez deține înregistrările pentru cele mai multe apărări ale titlurilor mondiale (27, împărțite cu Omar Narváez), cele mai multe victorii în meciuri pentru titlu (31) și cele mai multe meciuri pentru titlu (37); are cel de-al doilea cel mai bun în a apăra un titlu prin knockout (21, după Joe Louis cu 23). Deține cea mai lungă bandă neînvinsă în istoria boxului, la 13 ani. Recordul său de luptă a fost de 89 de victorii, 0 pierdute și 1 remiză înainte de prima lui înfrângere profesionistă cu Frankie Randall în 1994, înaintea căreia a câștigat 87 de lupte până la remiza cu Pernell Whitaker în 1993. Victoria lui Chavez în 1993 cu Greg Haugen pe Estadio Azteca a stabilit recordul pentru cea mai mare asistență la un meci de box: 132,274.
Chávez era cunoscut pentru forța sa deosebită de perforare, atac de corp devastator, bărbie remarcabil de puternică și tulburarea neobosită a adversarilor săi. El se situează pe locul 24 pe lista ESPN "Top 50 cei mai buni boxeri din toate timpurile", și se situează pe locul 18 ca "Cei 80 de boxeri cei mai buni din ultimii 80 de ani" ai revistei The Ring. În 2010 a fost introdus în prestigioasa International Boxing Hall of Fame pentru clasa din 2011. Este tatăl actualilor boxeri Omar Chávez și fostul campion WBC la categoria mijlocie Julio César Chávez Jr.

## Rezultate în boxul profesionist
| No. | Rez.       | La general | Adversar                       | Tip | Runda, timp   | Data         | Locație                                                 | Note |
| --- | ---------- | ---------- | ------------------------------ | --- | ------------- | ------------ | ------------------------------------------------------- | --- |
| 115 | Înfrângere | 107–6–2    | Grover Wiley                   | RTD | 4 (10), 3:00  | Sep 17, 2005 | America West Arena, Phoenix, Arizona, U.S.              | |
| 114 | Victorie   | 107–5–2    | Ivan Robinson                  | UD  | 10            | 28 mai 2005  | Staples Center, Los Angeles, California, U.S.           | |
| 113 | Victorie   | 106–5–2    | Frankie Randall                | UD  | 10            | 22 mai 2004  | Plaza de Toros, Mexico City, Mexic                      | |
| 112 | Victorie   | 105–5–2    | Willy Wise                     | TKO | 2 (10)        | Nov 22, 2003 | Centro de Espectáculos Alamar, Tijuana, Mexic           | |
| 111 | Victorie   | 104–5–2    | Terry Thomas                   | TKO | 2 (10), 0:50  | Nov 24, 2001 | Plaza de Toros Monumental, Ciudad Juárez, Mexic         | |
| 110 | Înfrângere | 103–5–2    | Kostya Tszyu                   | TKO | 6 (12), 1:28  | Jul 29, 2000 | Veteran's Memorial Coliseum, Phoenix, Arizona, U.S.     | Pentru centura WBC light welterweight |
| 109 | Victorie   | 103–4–2    | Buck Smith                     | TKO | 3 (10)        | Dec 18, 1999 | Culiacán, Mexic                                         | |
| 108 | Înfrângere | 102–4–2    | Willy Wise                     | UD  | 10            | Oct 2, 1999  | Las Vegas Hilton, Winchester, Nevada, U.S.              | |
| 107 | Victorie   | 102–3–2    | Marty Jakubowski               | TKO | 4 (10)        | Jul 10, 1999 | Plaza de Toros Calafia, Mexicali, Mexic                 | |
| 106 | Victorie   | 101–3–2    | Verdell Smith                  | TKO | 4 (10), 1:36  | Apr 1, 1999  | Don Haskins Center, El Paso, Texas, U.S.                | |
| 105 | Înfrângere | 100–3–2    | Oscar De La Hoya               | RTD | 8 (12), 3:00  | Sep 18, 1998 | Thomas & Mack Center, Paradise, Nevada, U.S.            | Pentru centurile WBC și lineal welterweight |
| 104 | Victorie   | 100–2–2    | Ken Sigurani                   | TKO | 3 (10), 2:09  | Jun 25, 1998 | Foxwoods Resort Casino, Ledyard, Connecticut, U.S.      | |
| 103 | Remiză     | 99–2–2     | Miguel Ángel González          | SD  | 12            | Mar 7, 1998  | Plaza de Toros, Mexico City, Mexic                      | Pentru centura WBC light welterweight |
| 102 | Victorie   | 99–2–1     | Larry LaCoursiere              | UD  | 10            | Jun 28, 1997 | MGM Grand Garden Arena, Paradise, Nevada, U.S.          | |
| 101 | Victorie   | 98–2–1     | Tony Martin                    | UD  | 10            | Mar 29, 1997 | Las Vegas Hilton, Winchester, Nevada, U.S.              | |
| 100 | Victorie   | 97–2–1     | Joey Gamache                   | TKO | 8 (10), 3:00  | Oct 12, 1996 | Arrowhead Pond, Anaheim, California, U.S.               | |
| 99  | Înfrângere | 96–2–1     | Oscar De La Hoya               | TKO | 4 (12), 2:37  | Jun 7, 1996  | Caesars Palace, Paradise, Nevada, U.S.                  | Pierde centurile WBC și lineal light welterweight |
| 98  | Victorie   | 96–1–1     | Scott Walker                   | TKO | 2 (10), 2:45  | Feb 9, 1996  | Caesars Palace, Paradise, Nevada, U.S.                  | |
| 97  | Victorie   | 95–1–1     | David Kamau                    | UD  | 12            | Sep 16, 1995 | The Mirage, Paradise, Nevada, U.S.                      | Păstrează centurile WBC și lineal light welterweight |
| 96  | Victorie   | 94–1–1     | Craig Houk                     | KO  | 1 (10), 1:19  | Jul 29, 1995 | Horizon, Rosemont, Illinois, U.S.                       | |
| 95  | Victorie   | 93–1–1     | Giovanni Parisi                | UD  | 12            | Apr 8, 1995  | Caesars Palace, Paradise, Nevada, U.S.                  | Păstrează centurile WBC și lineal light welterweight |
| 94  | Victorie   | 92–1–1     | Tony Lopez                     | TKO | 10 (12)       | Dec 10, 1994 | Estadio de Béisbol, Monterrey, Mexic                    | Păstrează centurile WBC și lineal light welterweight |
| 93  | Victorie   | 91–1–1     | Meldrick Taylor                | TKO | 8 (12), 1:41  | Sep 17, 1994 | MGM Grand Garden Arena, Paradise, Nevada, U.S.          | Păstrează centurile WBC și lineal light welterweight |
| 92  | Victorie   | 90–1–1     | Frankie Randall                | TD  | 8 (12), 2:57  | 7 mai 1994   | MGM Grand Garden Arena, Paradise, Nevada, U.S.          | Câștigă centurile WBC și lineal light welterweight; Split TD after Chávez was cut from an accidental head clash                                            |
| 91  | Înfrângere | 89–1–1     | Frankie Randall                | SD  | 12            | Jan 29, 1994 | MGM Grand Garden Arena, Paradise, Nevada, U.S.          | Pierde centurile WBC și lineal light welterweight |
| 90  | Victorie   | 89–0–1     | Andy Holligan                  | TKO | 5 (12)        | Dec 18, 1993 | Estadio Cuauhtémoc, Puebla City, Mexic                  | Păstrează centurile WBC și lineal light welterweight |
| 89  | Victorie   | 88–0–1     | Mike Powell                    | TKO | 4 (10)        | Oct 30, 1993 | Ciudad Juárez, Mexic                                    | |
| 88  | Remiză     | 87–0–1     | Pernell Whitaker               | MD  | 12            | Sep 10, 1993 | Alamodome, San Antonio, Texas, U.S.                     | Pentru centurile WBC și lineal welterweight |
| 87  | Victorie   | 87–0       | Terrence Alli                  | TKO | 6 (12), 0:45  | 8 mai 1993   | Thomas & Mack Center, Paradise, Nevada, U.S.            | Păstrează centurile WBC și lineal light welterweight |
| 86  | Victorie   | 86–0       | Silvio Walter Rojas            | KO  | 3 (10), 2:05  | Apr 10, 1993 | Auditorio Benito Juárez, Guadalajara, Mexic             | |
| 85  | Victorie   | 85–0       | Greg Haugen                    | TKO | 5 (12), 2:02  | Feb 20, 1993 | Estadio Azteca, Mexico City, Mexic                      | Păstrează centurile WBC și lineal light welterweight |
| 84  | Victorie   | 84–0       | Marty Jakubowski               | TKO | 6 (10), 0:18  | Dec 13, 1992 | The Mirage, Paradise, Nevada, U.S.                      | |
| 83  | Victorie   | 83–0       | Bruce Pearson                  | KO  | 3 (10)        | Oct 31, 1992 | Culiacán, Mexic                                         | |
| 82  | Victorie   | 82–0       | Héctor Camacho                 | UD  | 12            | Sep 12, 1992 | Thomas & Mack Center, Paradise, Nevada, U.S.            | Păstrează centurile WBC și lineal light welterweight |
| 81  | Victorie   | 81–0       | Frankie Mitchell               | TKO | 4 (12), 0:56  | Aug 1, 1992  | Las Vegas Hilton, Winchester, Nevada, U.S.              | Păstrează centurile WBC și lineal light welterweight |
| 80  | Victorie   | 80–0       | Angel Hernandez                | TKO | 5 (12), 1:11  | Apr 10, 1992 | Toreo de Cuatro Caminos, Mexico City, Mexic             | Păstrează centurile WBC și lineal light welterweight |
| 79  | Victorie   | 79–0       | Juan Soberanes Ramos           | KO  | 4 (10)        | Mar 13, 1992 | La Paz, Mexic                                           | |
| 78  | Victorie   | 78–0       | Ignacio Perdomo                | RTD | 7 (10), 3:00  | Dec 13, 1991 | Hermosillo, Mexic                                       | |
| 77  | Victorie   | 77–0       | Jorge Alberto Melian           | KO  | 4 (10), 1:36  | Nov 12, 1991 | Mexico City, Mexic                                      | |
| 76  | Victorie   | 76–0       | Lonnie Smith                   | UD  | 12            | Sep 14, 1991 | The Mirage, Paradise, Nevada, U.S.                      | Păstrează centurile WBC și lineal light welterweight |
| 75  | Victorie   | 75–0       | Tommy Small                    | KO  | 4 (10), 0:56  | Apr 26, 1991 | Estadio General Ángel Flores, Culiacán, Mexic           | |
| 74  | Victorie   | 74–0       | John Duplessis                 | TKO | 4 (12), 2:42  | Mar 18, 1991 | The Mirage, Paradise, Nevada, U.S.                      | Păstrează centurile WBC, IBF, și lineal light welterweight                                                                                                 |
| 73  | Victorie   | 73–0       | Kyung-Duk Ahn                  | TKO | 3 (12), 2:14  | Dec 8, 1990  | Convention Hall, Atlantic City, New Jersey, U.S.        | Păstrează centurile WBC, IBF, și lineal light welterweight                                                                                                 |
| 72  | Victorie   | 72–0       | Jaime Balboa                   | TKO | 4 (10), 2:10  | Nov 8, 1990  | Mazatlán, Mexic                                         | |
| 71  | Victorie   | 71–0       | Russell Mosley                 | KO  | 3 (10)        | Aug 18, 1990 | Culiacán, Mexic                                         | |
| 70  | Victorie   | 70–0       | Akwei Addo                     | KO  | 2 (10)        | Jul 5, 1990  | Palacio de Deportes, Madrid, Spania                     | |
| 69  | Victorie   | 69–0       | Meldrick Taylor                | TKO | 12 (12), 2:58 | Mar 17, 1990 | Las Vegas Hilton, Winchester, Nevada, U.S.              | Păstrează centura WBC light welterweight; Câștigă centurile IBF și lineal light welterweight                                                               |
| 68  | Victorie   | 68–0       | Alberto de las Mercedes Cortes | TKO | 3 (12), 1:56  | Dec 16, 1989 | Palacio de los Deportes, Mexico City, Mexic             | Păstrează centura WBC light welterweight |
| 67  | Victorie   | 67–0       | Sammy Fuentes                  | RTD | 10 (12), 3:00 | Nov 18, 1989 | Caesars Palace, Paradise, Nevada, U.S.                  | Păstrează centura WBC light welterweight |
| 66  | Victorie   | 66–0       | Ramon Aramburu                 | KO  | 3 (10)        | Oct 27, 1989 | Mazatlán, Mexic                                         | |
| 65  | Victorie   | 65–0       | Rodolfo Batta                  | KO  | 1 (10), 2:56  | Oct 9, 1989  | Bullring by the Sea, Tijuana, Mexic                     | |
| 64  | Victorie   | 64–0       | Kenny Vice                     | TKO | 3 (10), 1:57  | Jul 30, 1989 | Convention Hall, Atlantic City, New Jersey, U.S.        | |
| 63  | Victorie   | 63–0       | Roger Mayweather               | RTD | 10 (12), 3:00 | 13 mai 1989  | Great Western Forum, Inglewood, California, U.S.        | Câștigă centura WBC light welterweight |
| 62  | Victorie   | 62–0       | José Luis Ramírez              | TD  | 11 (12), 0:54 | Oct 29, 1988 | Las Vegas Hilton, Winchester, Nevada, U.S.              | Păstrează centura WBA lightweight; Câștigă centurile WBC, The Ring și lineal lightweight; Unanimous TD after Ramírez was cut from an accidental head clash |
| 61  | Victorie   | 61–0       | Vernon Buchanan                | TKO | 3 (10), 2:02  | Aug 1, 1988  | Great Western Forum, Inglewood, California, U.S.        | |
| 60  | Victorie   | 60–0       | Rafael Limón                   | TKO | 7 (10)        | Jun 4, 1988  | Mazatlán, Mexic                                         | |
| 59  | Victorie   | 59–0       | Rodolfo Aguilar                | TKO | 6 (12), 1:13  | Apr 16, 1988 | Las Vegas Hilton, Winchester, Nevada, U.S.              | Păstrează centura WBA lightweight |
| 58  | Victorie   | 58–0       | Nicky Perez                    | TKO | 3 (10)        | Mar 5, 1988  | Tijuana, Mexico                                         | |
| 57  | Victorie   | 57–0       | Edwin Rosario                  | TKO | 11 (12), 2:38 | Nov 21, 1987 | Hilton, Winchester, Nevada, U.S.                        | Câștigă centura WBA lightweight |
| 56  | Victorie   | 56–0       | Danilo Cabrera                 | UD  | 12            | Aug 21, 1987 | Agua Caliente Racetrack, Tijuana, Mexic                 | Păstrează centura WBC super featherweight |
| 55  | Victorie   | 55–0       | Francisco Tomas Da Cruz        | TKO | 3 (12), 2:31  | Apr 18, 1987 | Nîmes, Franța                                           | Păstrează centura WBC super featherweight |
| 54  | Victorie   | 54–0       | Juan Laporte                   | UD  | 12            | Dec 12, 1986 | Madison Square Garden, New York City, New York, U.S.    | Păstrează centura WBC super featherweight |
| 53  | Victorie   | 53–0       | Rocky Lockridge                | MD  | 12            | Aug 3, 1986  | Stade Louis II, Fontvieille, Monaco                     | Păstrează centura WBC super featherweight |
| 52  | Victorie   | 52–0       | Refugio Rojas                  | TKO | 7 (12), 2:33  | Jun 13, 1986 | Madison Square Garden, New York City, New York, U.S.    | Păstrează centura WBC super featherweight |
| 51  | Victorie   | 51–0       | Faustino Martires Barrios      | TKO | 5 (12), 2:02  | 15 mai 1986  | Stade Pierre de Coubertin, Paris, France                | Păstrează centura WBC super featherweight |
| 50  | Victorie   | 50–0       | Roberto Collins Lindo          | KO  | 2 (10), 0:31  | Mar 22, 1986 | Riviera, Winchester, Nevada, U.S.                       | |
| 49  | Victorie   | 49–0       | Jeff Bumpus                    | TD  | 5 (10), 1:19  | Dec 19, 1985 | Grand Olympic Auditorium, Los Angeles, California, U.S. | Unanimous TD after Chávez was cut from an accidental head clash                                                                                            |
| 48  | Victorie   | 48–0       | Dwight Pratchett               | UD  | 12            | Sep 21, 1985 | Riviera, Winchester, Nevada, U.S.                       | Păstrează centura WBC super featherweight |
| 47  | Victorie   | 47–0       | Roger Mayweather               | TKO | 2 (12), 2:30  | Jul 7, 1985  | Riviera, Winchester, Nevada, U.S.                       | Păstrează centura WBC super featherweight |
| 46  | Victorie   | 46–0       | Ruben Castillo                 | TKO | 6 (12), 2:56  | Apr 19, 1985 | The Forum, Inglewood, California, U.S.                  | Păstrează centura WBC super featherweight |
| 45  | Victorie   | 45–0       | Manuel Hernandez               | TKO | 3 (10)        | Jan 1, 1985  | Toreo de Cuatro Caminos, Mexico City, Mexico            | |
| 44  | Victorie   | 44–0       | Mario Martínez                 | TKO | 8 (12), 3:00  | Sep 13, 1984 | Grand Olympic Auditorium, Los Angeles, California, U.S. | Câștigă centura WBC super featherweight |
| 43  | Victorie   | 43–0       | Delfino Mendoza                | KO  | 3             | Jun 13, 1984 | Hermosillo, Mexico                                      | |
| 42  | Victorie   | 42–0       | Ramon Avitia                   | KO  | 6             | 4 mai 1984   | Culiacán, Mexico                                        | |
| 41  | Victorie   | 41–0       | Armando Flores                 | KO  | 3             | Sep 1, 1983  | Mazatlán, Mexico                                        | |
| 40  | Victorie   | 40–0       | Adriano Arreola                | PTS | 10            | Jul 16, 1983 | Grand Olympic Auditorium, Los Angeles, California, U.S. | |
| 39  | Victorie   | 39–0       | Benjamin Abarca                | KO  | 5             | Dec 30, 1983 | Culiacán, Mexico                                        | |
| 38  | Victorie   | 38–0       | Romero Sandoval                | KO  | 2 (10), 1:58  | Jun 15, 1983 | Grand Olympic Auditorium, Los Angeles, California, U.S. | |
| 37  | Victorie   | 37–0       | Javier Fragoso                 | KO  | 4             | 1 mai 1983   | Roberto Clemente Coliseum, San Juan, Puerto Rico        | |
| 36  | Victorie   | 36–0       | Ernesto Herrera                | KO  | 2             | Apr 4, 1983  | Tijuana, Mexico                                         | |
| 35  | Victorie   | 35–0       | Othoniel Lopez                 | KO  | 4             | Feb 25, 1983 | Ensenada, Mexico                                        | |
| 34  | Victorie   | 34–0       | Jerry Lewis                    | KO  | 6             | Dec 11, 1982 | Memorial Auditorium, Sacramento, California, U.S.       | |
| 33  | Victorie   | 33–0       | Jerry Lewis                    | KO  | 5             | Oct 23, 1982 | Tijuana, Mexico                                         | |
| 32  | Victorie   | 32–0       | Jose Resendez                  | KO  | 6 (10)        | Sep 28, 1982 | Auditorio Fausto Gutierrez Moreno, Tijuana, Mexico      | |
| 31  | Victorie   | 31–0       | Santos Rodriguez               | KO  | 8             | Aug 20, 1982 | Culiacán, Mexico                                        | |
| 30  | Victorie   | 30–0       | Gustavo Salgado                | KO  | 2 (10)        | Jul 19, 1982 | Auditorio Fausto Gutierrez Moreno, Tijuana, Mexico      | |
| 29  | Victorie   | 29–0       | Juan Carlos Alvarado           | KO  | 3             | 8 mai 1982   | Culiacán, Mexico                                        | |
| 28  | Victorie   | 28–0       | Benny Abarca                   | PTS | 10            | Apr 26, 1982 | Tijuana, Mexico                                         | |
| 27  | Victorie   | 27–0       | Johnny Jensen                  | KO  | 3             | Mar 11, 1982 | Tijuana, Mexico                                         | |
| 26  | Victorie   | 26–0       | Carlos Bryant                  | KO  | 2             | Feb 19, 1982 | Culiacán, Mexico                                        | |
| 25  | Victorie   | 25–0       | Ramon Peraza                   | KO  | 1             | Feb 4, 1982  | Tijuana, Mexico                                         | |
| 24  | Victorie   | 24–0       | Jesús García                   | KO  | 2             | Jan 29, 1982 | Guamúchil, Mexico                                       | |
| 23  | Victorie   | 23–0       | Ramon Luque                    | KO  | 1             | Jan 12, 1982 | Tijuana, Mexico                                         | |
| 22  | Victorie   | 22–0       | Manuel Vasquez                 | KO  | 7             | Dec 17, 1981 | Culiacán, Mexico                                        | |
| 21  | Victorie   | 21–0       | Jose Angel Medina              | KO  | 6             | Oct 19, 1981 | Tijuana, Mexico                                         | |
| 20  | Victorie   | 20–0       | Jorge Ramirez                  | KO  | 2             | Sep 25, 1981 | Culiacán, Mexico                                        | |
| 19  | Victorie   | 19–0       | Daniel Felizardo               | KO  | 3 (10)        | Aug 31, 1981 | Tijuana, Mexico                                         | |
| 18  | Victorie   | 18–0       | Jesus Cuate Lara               | KO  | 2 (10)        | Aug 7, 1981  | Culiacán, Mexico                                        | |
| 17  | Victorie   | 17–0       | Daniel Martinez                | KO  | 1             | Jul 27, 1981 | Tijuana, Mexico                                         | |
| 16  | Victorie   | 16–0       | Bobby Fernandez                | KO  | 3             | Jul 10, 1981 | Culiacán, Mexico                                        | |
| 15  | Victorie   | 15–0       | Fidel Navarro                  | KO  | 1             | Jun 26, 1981 | Culiacán, Mexico                                        | |
| 14  | Victorie   | 14–0       | Victor Gamez                   | KO  | 1             | Jun 5, 1981  | Culiacán, Mexico                                        | |
| 13  | Victorie   | 13–0       | Eduardo Lalo Acosta            | KO  | 2             | 8 mai 1981   | Culiacán, Mexico                                        | |
| 12  | Victorie   | 12–0       | Miguel Ruiz                    | KO  | 1             | Mar 4, 1981  | Culiacán, Mexico                                        | |
| 11  | Victorie   | 11–0       | Julio Gaxiola                  | KO  | 4             | Feb 2, 1981  | Tijuana, Mexico                                         | |
| 10  | Victorie   | 10–0       | Roberto Flores                 | KO  | 3             | Dec 15, 1980 | Culiacán, Mexico                                        | |
| 9   | Victorie   | 9–0        | Andres Felix                   | KO  | 2             | Nov 26, 1980 | Culiacán, Mexico                                        | |
| 8   | Victorie   | 8–0        | Jesus Martinez                 | KO  | 1             | Oct 13, 1980 | Culiacán, Mexico                                        | |
| 7   | Victorie   | 7–0        | Jesus Cuate Lara               | PTS | 10            | Sep 22, 1980 | Culiacán, Mexico                                        | |
| 6   | Victorie   | 6–0        | Miguel Cebrero                 | PTS | 10            | Sep 5, 1980  | Culiacán, Mexico                                        | |
| 5   | Victorie   | 5–0        | Tito Geraldo                   | PTS | 6             | Jul 18, 1980 | Guamúchil, Mexico                                       | |
| 4   | Victorie   | 4–0        | Roberto Garcia                 | TKO | 6 (6)         | 20 mai 1980  | Guaymas, Mexico                                         | |
| 3   | Victorie   | 3–0        | Ramon Flores                   | KO  | 3 (6)         | Apr 8, 1980  | Navojoa, Mexico                                         | |
| 2   | Victorie   | 2–0        | Fidencio Cebreros              | PTS | 6             | Mar 3, 1980  | Culiacán, Mexico                                        | |
| 1   | Victorie   | 1–0        | Andres Felix                   | KO  | 6 (6)         | Feb 5, 1980  | Culiacán, Mexico                                        | Debut |